# Campeonato de Estados Unidos de la clase Snipe

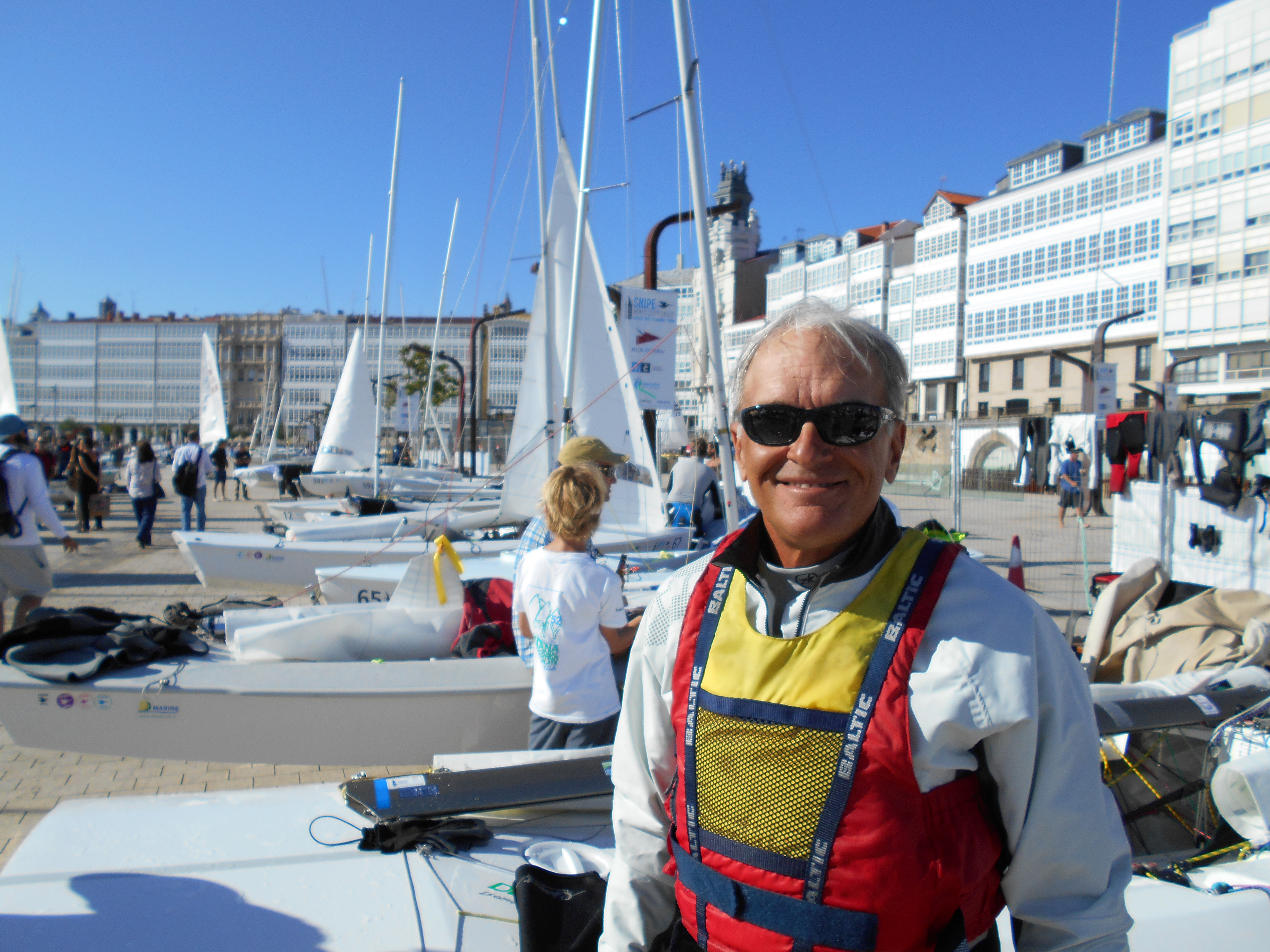
Augie Diaz, campeón en 1974, 1976, 1980, 2001, 2002, 2006, 2008, 2009, 2010 y 2011.

El Campeonato de Estados Unidos de la clase Snipe es la competición más importante que la clase internacional Snipe de vela celebra en Estados Unidos. Hasta 1947 también era el campeonato mundial de la clase. En 1947, el entonces comodoro de la SCIRA, Charles Heinzerling, anunció que donaba un trofeo exclusivamente para el campeón nacional, y desde entonces se celebra independientemente. El patrón del barco ganador del campeonato de Estados Unidos recibe el Trofeo Comodoro Charles E. Heinzerling, mientras que el proel se lleva el Trofeo Portage Lakes Yacht Club.
El campeonato de Estados Unidos se divide en dos fases. La primera se denomina Crosby Series y en ella compiten todos los barcos inscritos en dos o tres mangas. El ganador se lleva el Trofeo Memorial Crosby. Los primeros 33 clasificados pasan a las Heinzerling Series, equivalente a lo que en otros eventos denominan "medal race", de donde sale el campeón nacional. El resto de participantes pasan a las Wells Series que determinan el ganador del Trofeo Wells.
Se ha celebrado anualmente desde 1934, excepto los años 1943, 1944 y 2020, en sedes de todo el país y una vez en Canadá (2013).

## Palmarés
| Año  | Patrón                | Proel              | Flota                       |
| 1934 | William E. Bracey     |                    | Dallas Sailing Club         |
| 1935 | Perry Bass            | Jimmie Maxwell     | Wichita Falls Sailing Club  |
| 1936 | Philip A. Benson, Jr. | Bill Benson        | Sea Cliff Yacht Club        |
| 1937 | Arthur M. Deacon      |                    | Horseshoe Harbor Yacht Club |
| 1938 | Charles Gabor         |                    | Lake Mohawk Yacht Club      |
| 1939 | Walter Hall           | Bob Hall           | Lake Merritt Sailing Club   |
| 1940 | Darby Metcalf         | Fred Schenck       | Los Angeles Yacht Club      |
| 1941 | Darby Metcalf         | George Lounsberry  | Los Angeles Yacht Club      |
| 1942 | Charles Heinzerling   | Ralph Heinzerling  | Lake Lakawanna Yacht Club   |
| 1945 | Bob White             | Betty White        | Balboa Yacht Club           |
| 1946 | Bob Davis             | Ken Davis          | Balboa Yacht Club           |
| 1947 | Ted A. Wells          | Art Lippitt        | Wichita Sailing Club        |
| 1948 | Billy Wicker          | Robert Vetters     | Southwestern Yacht Club     |
| 1949 | Ted A. Wells          | Art Lippitt        | Wichita Sailing Club        |
| 1950 | Clark King            | Art Lippitt        | Newport Harbor Yacht Club   |
| 1951 | Francis Seavy         | Howard McGaughey   | Clearwater Yacht Club       |
| 1952 | Ted A. Wells          | Art Lippitt        | Wichita Sailing Club        |
| 1953 | Tom Frost             | Fred Schenck       | Newport Harbor Yacht Club   |
| 1954 | Tom Frost             | Fred Schenck       | Newport Harbor Yacht Club   |
| 1955 | Harry Allen           | Helen O’Leary      | Quassapaug Sailing Center   |
| 1956 | Clark King            | Dick Lewis         | Newport Harbor Yacht Club   |
| 1957 | Fred Schenck          | Jean Schenck       | Newport Harbor Yacht Club   |
| 1958 | John Wolcott          | Ron Payne          | Quassapaug Sailing Center   |
| 1959 | Richard Tillman       | Beth Norwood       | Atlanta, Georgia            |
| 1960 | Harry Levinson        | Alan Levinson      | Indianapolis Sailing Club   |
| 1961 | Harry Levinson        | Alan Levinson      | Indianapolis Sailing Club   |
| 1962 | Leslie Larson         | Victor Larson      | Chautauqua Lake Yacht Club  |
| 1963 | Robert Huggins        | Eleanor Huggins    | Lake Merritt Sailing Club   |
| 1964 | Jerry Jenkins         | Dave Tippett       | Crescent Sail Yacht Club    |
| 1965 | Harry Levinson        | Dan Flaherty       | Indianapolis Sailing Club   |
| 1966 | Earl Elms             | Jon Wegand         | Mission Bay Yacht Club      |
| 1967 | Earl Elms             | Mike Shear         | Mission Bay Yacht Club      |
| 1968 | Earl Elms             | Mike Shear         | Mission Bay Yacht Club      |
| 1969 | Earl Elms             | Mike Shear         | Mission Bay Yacht Club      |
| 1970 | Earl Elms             | Craig Martin       | Mission Bay Yacht Club      |
| 1971 | Roger Stewart         | Jerry Stewart      | San Diego Yacht Club        |
| 1972 | Earl Elms             | Donnie Bedford     | Mission Bay Yacht Club      |
| 1973 | David Ullman          | Pete Connally      | Balboa Yacht Club           |
| 1974 | Augie Diaz            | Barbara Chesney    | Coconut Grove Sailing Club  |
| 1975 | Jeff Lenhart          | Eric Krebs         | Mission Bay Yacht Club      |
| 1976 | Augie Diaz            | Barbara Chesney    | Coconut Grove Sailing Club  |
| 1977 | Tom Nute              | Carolyn Nute       | Mission Bay Yacht Club      |
| 1978 | Mark Reynolds         | DeAnn Wright       | San Diego Yacht Club        |
| 1979 | David Chapin          | Tim Dixon          | Island Bay Yacht Club       |
| 1980 | Augie Diaz            | Greg Thomas        | Coconut Grove Sailing Club  |
| 1981 | David Chapin          | Tim Dixon          | Island Bay Yacht Club       |
| 1982 | David Chapin          | Todd Gay           | Island Bay Yacht Club       |
| 1983 | Doug DeSouza          | Jenifer DeSouza    | Mission Bay Yacht Club      |
| 1984 | Steve Suddath         | Connie Suddath     | Lake Lanier Sailing Club    |
| 1985 | Steve Rosenberg       | Patrick Muglia     | Alamitos Bay Yacht Club     |
| 1986 | Ed Adams              | Meredith Adams     | Ida Lewis Yacht Club        |
| 1987 | Steve Callison        | Jane Faust         | Newport Yacht Club          |
| 1988 | Craig Leweck          | Chris Raab         | Mission Bay Yacht Club      |
| 1989 | Craig Leweck          | Lisa Manzer        | Mission Bay Yacht Club      |
| 1990 | Jeff Lenhart          | Lianne Randall     | Mission Bay Yacht Club      |
| 1991 | Ed Adams              | Nancy Haberland    | Ida Lewis Yacht Club        |
| 1992 | Bart Hackworth        | Jon Rogers         | San Francisco Yacht Club    |
| 1993 | Doug Clark            | Alex Stout         | Severn Sailing Association  |
| 1994 | Doug Hart             | Jon Rogers         | Mission Bay Yacht Club      |
| 1995 | Doug Hart             | Steve Stewart      | Mission Bay Yacht Club      |
| 1996 | Peter Commette        | Connie Commette    | Lauderdale Yacht Club       |
| 1997 | George Szabo          | Eric Wilcox        | San Diego Yacht Club        |
| 1998 | George Szabo          | Eric Wilcox        | San Diego Yacht Club        |
| 1999 | George Szabo          | Eric Wilcox        | San Diego Yacht Club        |
| 2000 | George Szabo          | Carol Cronin       | San Diego Yacht Club        |
| 2001 | Augie Diaz            | Brian Janney       | Coconut Grove Sailing Club  |
| 2002 | Augie Diaz            | Pam Kelly          | Coconut Grove Sailing Club  |
| 2003 | Andy Pimental         | Kathleen Tocke     | Sail Newport                |
| 2004 | Ernesto Rodríguez     | Leandro Spina      | Miami, Florida              |
| 2005 | George Szabo          | Eric Wilcox        | San Diego Yacht Club        |
| 2006 | Augie Diaz            | Mark Ivey          | Coconut Grove Sailing Club  |
| 2007 | Ernesto Rodríguez     | Megan Place        | Miami, Florida              |
| 2008 | Augie Diaz            | Kathleen Tocke     | Coconut Grove Sailing Club  |
| 2009 | Augie Diaz            | Kathleen Tocke     | Coconut Grove Sailing Club  |
| 2010 | Augie Diaz            | Kathleen Tocke     | Coconut Grove Sailing Club  |
| 2011 | Augie Diaz            | Kathleen Tocke     | Coconut Grove Sailing Club  |
| 2012 | Ernesto Rodríguez     | Cate Gundlach      | Miami, Florida              |
| 2013 | Raúl Ríos             | Mac Agnese         | Club Náutico de San Juan    |
| 2014 | Raúl Ríos             | Henry Dumke        | Club Náutico de San Juan    |
| 2015 | Raúl Ríos             | Kara Voss          | Club Náutico de San Juan    |
| 2016 | Ernesto Rodríguez     | Alex Sidi          | Miami, Florida              |
| 2017 | Jim Bowers            | Julia Marsh Rabin  | Winchester Boat Club        |
| 2018 | Augie Diaz            | Julia Melton       | Coral Reef Yacht Club       |
| 2019 | Tomás Hornos          | Kathleen Tocke     | Boston Yacht Club           |
| 2021 | Ernesto Rodríguez     | Kathleen Tocke     | Miami, Florida              |
| 2022 | Ernesto Rodríguez     | Kathleen Tocke     | Miami, Florida              |
| 2023 | Ernesto Rodríguez     | Christine De Silva | Miami, Florida              |
| 2024 | Justin Callahan       | Trevor Davis       | Biscayne Bay Yacht Club     |
| 2025 | Augie Diaz            | Madeline Baldridge | Coral Reef Yacht Club       |